# Adoració

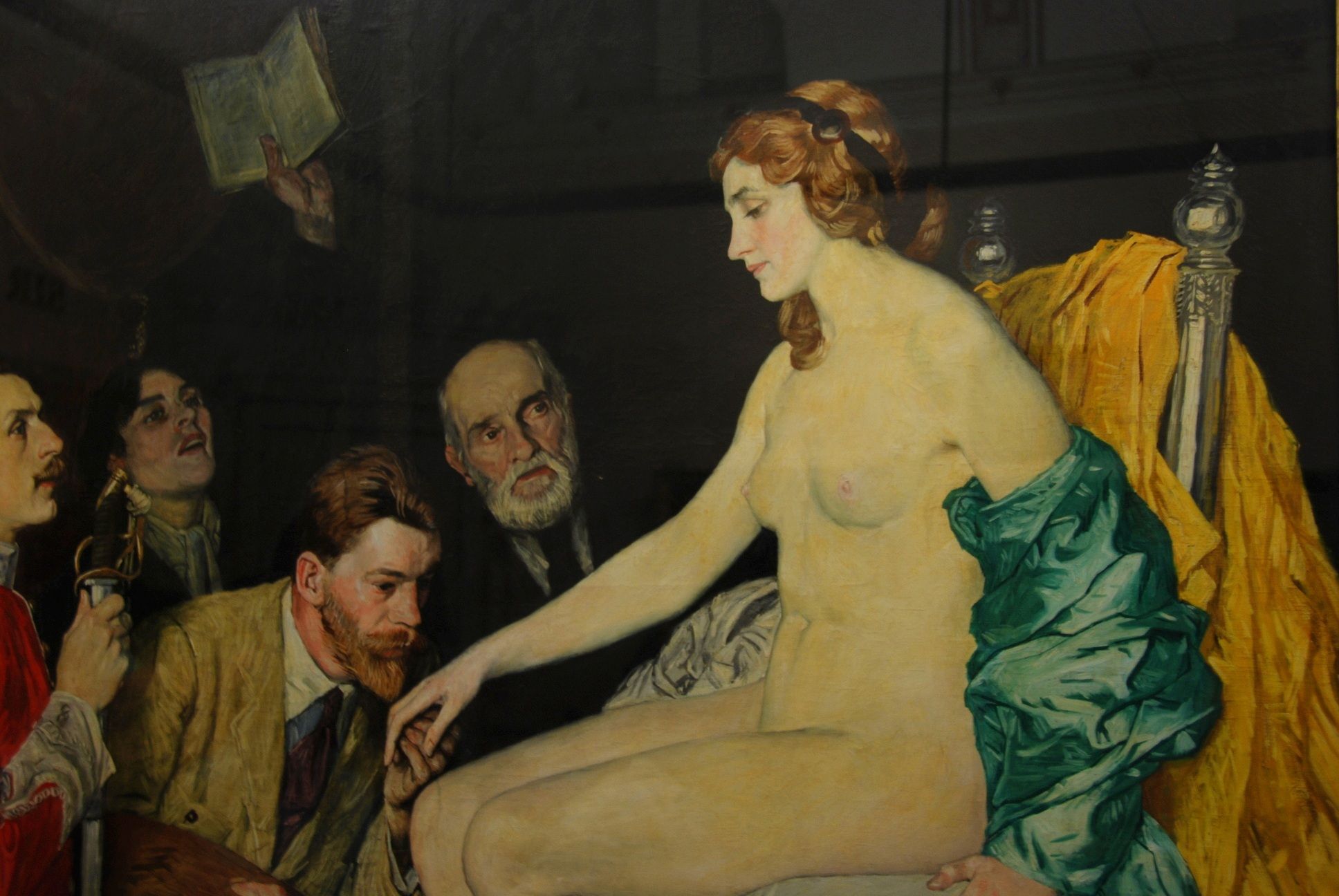
Adoració, 1913, de William Strang

L'adoració és respecte, reverència, forta admiració o amor vers una determinada persona, lloc o cosa. El terme prové del llatí adōrātiō, que significa "retre homenatge o culte a algú o alguna cosa".

## Antiga Roma
A la Roma clàssica, l'adoració era principalment un acte d'homenatge o culte, que, entre els romans, es feia alçant la mà a la boca, besant-la i agitant-la després en direcció a l'objecte adorat. El devot tenia el cap cobert i, després de l'acte, es girava d'esquerra a dreta. De vegades besava els peus o els genolls de les pròpies imatges dels déus, i Saturn i Hèrcules eren adorats amb el cap nu. Mitjançant una transició natural, l'homenatge, que en un primer moment només es feia als éssers divins, passà a ser rendit als monarques. Així, els emperadors grecs i romans eren adorats inclinant-se o agenollant-se, agafant la túnica imperial i retirant la mà i pressionant-la als llavis o posant-se la túnica real als llavis.

## Antic Orient Mitjà
Als països orientals, l'adoració s'ha realitzat en una actitud diferent. El mètode persa, introduït per Cir el Gran, consistia a besar el genoll i que la cara caigués als peus del príncep, colpejant la terra amb el front i besant el terra. Aquest cop de la terra amb el front, normalment un nombre fix de vegades, era una forma d'adoració que de vegades es pagava als potentats orientals.
Els jueus es feien un petó en homenatge, igual que altres grups esmentats a l'Antic Testament. Així en 1 Als reis 19:18, es fa dir a Déu: «Així i tot, m'he deixat set mil a Israel, tots els genolls que no s'han inclinat davant Baal i tota la boca que no l'ha besat». I als salms 2:12, «Besar el fill, perquè no s'enfadés, i no moriu pel camí» (Vegeu també Oseas 13: 2.).

## Europa occidental
A Europa occidental, la cerimònia de besar la mà del sobirà i alguns altres actes que es realitzen agenollats es poden descriure com a formes d'adoració.

## Església catòlica
L'adoració religiosa pot adoptar la forma d'adoració eucarística. El Papa Benet XVI va reflexionar sobre això: "Només en l'adoració es pot desenvolupar una acceptació profunda i veritable". En una línia similar, el papa Francesc va escriure: "L'adoració perpètua de l'Eucaristia [és] a tots els nivells de la vida eclesial. Tot i així, hem de rebutjar la temptació d'oferir una espiritualitat privatitzada i individualista que no s'adiu amb les exigències de la caritat" (Evangelii gaudium, 262). Algunes esglésies contenen" capelles d'adoració "en les quals l'Eucaristia es mostra contínuament perquè els fidels puguin observeu la seva fe a través d'ella. "La cura d'Ars va passar hores davant del Santíssim Sagrament. Quan la gent li preguntava què faria o diria durant aquestes hores, deia: "Em mira i jo el miro".